# Тува Кузу
Тува̀ Кузу̀ (на тувински: Тыва Кызы, в превод Дъщерите на Тува) е женски фолклорен ансамбъл, изпълняващ тувинско гърлено пеене, под ръководството на Чодураа Тумат. Това е първата и единствена женска група в Тува, която изпълнява всички стилове на туванско гърлено пеене.

## История
В историята на Тува има няколко жени изпълнителки на гърлено пеене, въпреки че в миналото се е смятало, че жена, изпълняваща гърлено пеене, може да нарани роднините си от мъжки пол, както и да си създаде трудности по време на раждане. Чолдак-Кара Оюн, майката на известния гърлен певец Сорукту Киргис и баба на съпруга на известната тувинска актриса Кара-Кис Намзатовна Мунзук, практикувала гърленото пеене през целия си живот, докато дои кравите си, пеела приспивни песни на децата си, а понякога дори и докато пиела туванска напитка арага. Съпругата на практикувалия гърлено пеене шаман Билек-оол казва, че винаги е пяла гърлено, „защото това ѝ е било вродено от раждането ѝ“. Докато тя пее публично през 50-те и 60-те години на миналия век обаче, сестра ѝ, също практикуваща специфичния вид пеене, се отказва, след като многократно ѝ е напомняно за предполагаемите опасности.
През съветската епоха рядко се случва жените да излизат на сцена, освен по време на републиканските фестивали. Валентина Салчак изпълнява публично гърлено пеене през 1979 година. Валентина Чулдум от Монгун-Тайга (1960 – 2002) обикаля европейските страни като гърлена певица в началото на 90-те.
От създаването си през 1998 г. Тува Кузу участва в множество международни фестивали на световната музика в Европа и Япония, а освен това ансамбълът обиколя САЩ през октомври 2005 г. Тува Кузу използват редица народни инструменти, включително техния собствен инструмент чадаган (много подобен на цитра). Песни на ансамбъла са комбинация от съвременна и традиционна култура, някои много стари, а други написани и композирани от групата. Основните теми в творчеството им са живота на жените, както и песните на техните предци и на земята. На фестивала Утцу-Хуре в Чадан, те биват признати за най-добри музиканти на национални инструменти на фестивала Ustu-Hure в Чадан, Тива.

## Немузикални дейности
Групата насърчава растежа, таланта и увереността при жените и младите момичета чрез преподаване в училища в Туван и ръководене на семинари. Главната им цел е да укрепят поминъка на гърлените певици, както и да добавят важен нов асект в развитието на туванската музика. Тува Кузу полагат големи усилия за установяване на жени сред големите тувински гърлови певци.
Първият им компактдиск „setkilemden sergek yr-dyr“ („Весела песен от душата ми“) излиза през март 2006 г, а вторият им компактдиск „igi unu – iyem unu“ („Гласът на иглис – гласът на моите майки“) е издаден три години по-късно – през 2009 г. И двата компактдиска са достъпни от уебсайта на Tuva Trader.